# Miquelon (plaats)
Miquelon is de hoofdplaats in het noorden van het eiland Miquelon-Langlade, in het Franse overzeese gebied Saint-Pierre en Miquelon. De plaats telde in 1999 698 inwoners, in 2007 615, en heeft een oppervlakte van ongeveer 0,35 km2.
In Miquelon is een vlieghaven met 1 landingsbaan gevestigd: Miquelon. Er is ook een kleine jachthaven, van waaruit een veerboot naar Saint-Pierre vaart.
In Miquelon bevinden zich ook 10 windturbines, die de bewoners van stroom moeten voorzien.

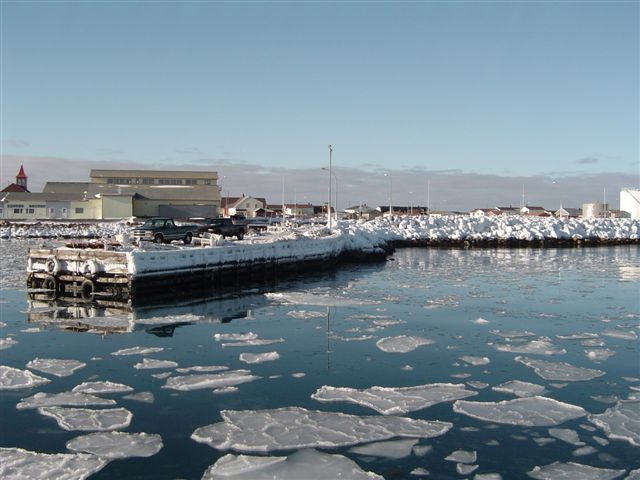
De haven van Miquelon in de winter.